# Freddie Wong
Frederick „Freddie“ Wong (* 13. September 1985) ist ein US-amerikanischer Filmemacher, VFX-Artist und E-Sportler. Er ist Sinoamerikaner und lebt in Los Angeles. Er gründete gemeinsam mit Brandon Laatsch den erfolgreichen YouTube-Kanal freddiew, der mittlerweile RocketJump heißt.

## Leben und Karriere
Freddie Wong wuchs in Seattle mit seinem jüngeren Bruder, dem YouTuber und Schauspieler Jimmy Wong, auf und machte seinen Abschluss an der Lakeside School. Von 2004 bis 2008 besuchte er die School of Cinematic Arts an der University of Southern California und erhielt den Bachelor of Arts in Cinema Production.
Wong nahm 2007 am World-Series-of-Video-Games-Wettbewerb in Dallas teil. Er gewann den ersten Platz im Guitar-Hero-2-Wettbewerb mit dem Lied „Less Talk More Rokk“ von Freezepop.
Von 2008 bis 2009 arbeitete Wong als Produktionskoordinator bei 20th Century Fox. Daneben arbeitete er als freischaffender VFX-Artist, Filmeditor und Filmproduzent.
2009 gründete Freddie Wong gemeinsam mit seinem Bruder Jimmy Wong Overcrank Media, ein Medienproduktionsunternehmen, das sich auf die Produktion von Spielfilmen und Internetvideos spezialisiert hat und seinen Sitz in Los Angeles hat. 2010 produzierte Freddie Wong mit Overcrank Media den Low-Budget-Film Bear.
Wong hatte einige Auftritte im Fernsehen, so trat er gemeinsam mit Brandon Laatsch 2011 in der Late-Night-Show Jimmy Kimmel Live! auf. 2011 hatte Freddie Wong in einer Folge der Fernsehserie Chuck einen Cameo-Auftritt als Computerexperte Freddie. 2013 war er in einer Folge der Comedy-Central-Fernsehserie Key & Peele zu sehen.

### YouTube-Karriere
Freddie Wong veröffentlicht seit 2010 gemeinsam mit Brandon Laatsch regelmäßig Videos auf dem YouTube-Kanal freddiew, im gleichen Jahr wurde der Kanal zum YouTube-Partner. Mit über 1,1 Milliarden Aufrufen und 7,3 Millionen Abonnenten ist freddiew einer der bekanntesten Kanäle YouTubes. Bekannt wurden Freddie Wong und Brandon Laatsch durch wöchentliche, actionlastige, meist von Videospielen inspirierte YouTube-Kurzfilme, die trotz verhältnismäßig geringer zeitlicher und finanzieller Mittel qualitativ hochwertige Spezialeffekte aufweisen. Auch der seit 2010 bestehende Zweit-Kanal freddiew2, der für Making-ofs geschaffen wurde, hat über 1,2 Millionen Abonnenten und über 150 Millionen Aufrufe.
Mehrere Hollywoodstars hatten Gastauftritte in den Filmen von Freddie Wong: Andy Whitfield erschien in einem Time-Crisis-Tributvideo, Kevin Pollak in einem Hypnose-Video, Shenae Grimes in einer romantischen Schusswaffenszene, Eliza Dushku in einer Actionszene. Jon Favreau wurde in einem Video vorgestellt, das auf der Basis von Cowboys & Aliens gedreht wurde, die Glam-Metal-Band Steel Panther erschien in einem Video, das auf dem Crossfire-Brettspiel basiert. Auch mehrere Unternehmen, vor allem aus der Computerspielebranche, finanzierten seine Videos oder beauftragten ihn mit Werbespots. 2011 drehte er einen Battlefield-3-TV-Werbespot im Auftrag von Electronic Arts. Weiterhin wurden YouTube-Videos im Auftrag von 20th Century Fox und Universal gedreht.

### RocketJump
2012 gründete Freddie Wong unter anderem mit Brandon Laatsch die Website RocketJump. Auf dieser wurden die drei Staffeln seine größtenteils über Crowdfunding finanzierte Webserie Video Game High School (kurz VGHS) ebenso wie auf YouTube veröffentlicht. Insgesamt hat die Serie über 100 Millionen Aufrufe. Die Webserie wurde von Zuschauern und der Presse positiv aufgenommen. Die Serie war sowohl in den USA als auch in Deutschland auf Netflix verfügbar, im April 2019 wurde die Serie von Netflix entfernt. Auf RocketJump werden nicht nur Videos von Wong gezeigt, sondern auch Videos weiterer Content Creators.
Nach Gründung von Rocketjump wurde der Hauptkanal in RocketJump umbenannt, Brandon Laatsch übernahm den Zweitkanal unter dem Namen BrandonJLa um eigenen Projekten nachzugehen. Die regelmäßige Produktion von Kurzfilmen wurde während der Produktion der Webserie VGHS ausgesetzt. Neben den Kurzfilmen arbeitet Wong auch an anderen Kanälen, so entwickelte er gemeinsam mit dem befreundeten Kanal CorridorDigital den Gaming-YouTube-Kanal Node, der mittlerweile über eine Million Abonnenten hat.
Im April 2014 gaben RocketJump und Lionsgate einen mehrjährigen Vertrag bekannt, um Serien in Fernsehlänge zu produzieren und abendfüllende Spielfilme zu entwickeln. Dabei behält RocketJump die volle kreative Kontrolle.

## Filmografie
- 2012–2014: Video Game High School (Webserie)
- 2017: Dimension 404 (Fernsehserie)
- 2024: We’re All Gonna Die (Film)

## Rezeption
Freddie Wong wurde bekannt durch seine Arbeit an VFX-lastigen Kurzfilmen, zum Teil wurden diese auch von der Presse aufgegriffen. Besondere Aufmerksamkeit erhielten hierbei Werbeproduktionen mit viralem Charakter, die von großen Unternehmen in Auftrag gegeben wurden. Seine Bekanntheit wuchs durch die Arbeit an der Webserie Video Game High School, die mehrere Nominierungen und Auszeichnungen erhielt. Wong ist für den direkten Kontakt zu seinem Zielpublikum, die Einbeziehung desselben, etwa durch seine erfolgreichen Crowdfundingkampagnen, sowie für seine Kenntnis sozialer Internet-Strukturen bekannt. Er gehört laut Hollywood Reporter zu Los Angeles führenden Akteuren im Bereich Digitale Medien. 2014 wurde Wong bei den Webby Awards zur „Webby Film & Video Person of the Year“ ernannt. Von Forbes wurde er 2015 in der „30 under 30“ Kolumne im Bereich „Hollywood & Entertainment“ geführt.